# Puente de Ixtla
Puente de Ixtla es una ciudad del estado de Morelos en México.  Es cabecera del municipio del mismo nombre. Ubicado en el Estado de Morelos al centro del territorio nacional, colinda al sur con el Estado de Guerrero.

## Historia
Fue un pueblo integrante del señorío de Cuernavaca y por consiguiente tributario de los aztecas, en la época colonial
el pueblo se convirtió en paso obligado para las caravanas de comerciantes procedentes de Acapulco, con dirección a la Ciudad de México.
El 2 de junio de 1849 se creó el partido de Tetecala con las municipalidades de Mazatepec, Ixtla, Jojutla y Tlaquiltenango. Al crearse el Estado de Morelos en 1869, Puente de Ixtla era de los municipios ya establecidos. El 12 de julio de 1871 se anexaron a la municipalidad de Puente de Ixtla, los pueblos de Xoxocotla, Tehuixtla y la hacienda de San José Vista Hermosa, posteriormente Tehuixtla pasó a formar parte del municipio de Jojutla.
Entre 1913 y 1914 la población del pueblo de Puente de Ixtla fue evacuada a causa de la Revolución, una de las marcas de ese hecho histórico se ve en el campanario faltante de la iglesia de San Mateo que fue alcanzado y derrumbado por una bala de cañón

### Personas destacadas
Marciano Silva Peralta
Autor de muchos de los corridos zapatistas. Nació en Tilzapotla, municipio de Puente de Ixtla, nombrado por Emiliano Zapata Salazar como su cronista oficial. 
La China
Bandolera revolucionaria que comandó a un centenar de mujeres entre 1913-1916. Temida hasta por el general Genovevo de la O. 
Esperanza Chavarrieta Rueda
Musa de la canción «Rayando el Sol», compuesta por Agripino Cambrón, en los albores de la Segunda Guerra Mundial. 
Timoteo Montes de Oca Hernández
Revolucionario constitucionalista y constituyente morelense. 
Gilberto Figueroa Noguerón
Gerente General del periódico nacional "Excélsior" y benefactor del Estado de Morelos 1900-1962. 
Sergio Jiménez Benítez
Escritor de obras literarias en especial sobre el pueblo de Xoxocotla. 
José Castro Morelos
Es el último heredero del apellido Morelos, es decir, descendiente de José María Morelos y Pavón.
Onésimo Espín González
Presidente Municipal de Puente de Ixtla, Diputado local y Magistrado Presidente del H. Tribunal Superior de Justicia del Estado de Morelos.
Jorge Morales Barud
Presidente Municipal de Puente de Ixtla, Diputado Local, Presidente del Congreso del Estado de Morelos, 
Gobernador del Estado de Morelos, Presidente Municipal de Cuernavaca, Morelos, brillante académico, licenciado  en Economía,
Maestro en Administración y Doctor en Ciencias Políticas y Sociales.
Puente de Ixtla cabecera municipal se encuentra a una altitud de 897 metros sobre el nivel del mar.

### Geología
Periodo: Paleógeno (47.35%), Neógeno (33.57%), Cuaternario (12.11%) y Cretácico (2.26%). 
Roca: Ígnea extrusiva: toba ácida (40.41%) y basalto (3.42%) Sedimentaria: arenisca-conglomerado (33.57%), conglomerado (6.94%), caliza (2.24%) y lutita-arenisca (0.02%)  
Suelo: Aluvial (8.69%)  
Banco de material: industrial  
Mina: plomo 

### Edafología
Suelo dominante: Phaeozem (40.69%), Regosol (27.84%), Vertisol (9.82%), Kastañozem (8.77%), Cambisol (4.24%), Leptosol (2.42%), Calcisol (0.79%) y Luvisol (0.72%)

### Hidrografía
Región hidrológica: Balsas (100%)
Cuenca: Río Grande de Amacuzac (99.32%) y Río Balsas – Mezcala (0.68%) 
Subcuenca: R. Alto Amacuzac (49.42%), R. Coatlán (30.81%), R. Apatlaco (10.11%), R. Bajo Amacuzac (8.98%) y R. Tepecuacuilco (0.68%) 
Corrientes de agua:
- Perenes (ríos).- Amacuzac, Apatlaco, Chalma, Chiquitito y Tembembe
- Intermitentes (barrancas): Agua Salada, Ahuehuetzingo, Bejuquera, Cacahuananche, Cahuacán, Chico, El Corralillo, El Guayabo Agrio, El Ranchito, El Terrón, El Zapotillo, Grande, Huixilera, La Guamuchilera, La Joya, La Lagunita, La Piaña, Las Anonas, Las Tenerías, Los Arcos, Los Capones, Los Cocos, Panchomas, Panzacola, Rancho Viejo y Salada.

Cuerpos de agua perennes: Dos quintas partes del lago de Tequesquitengo y la Presa Emiliano Zapata en Tilzapotla.

### Clima
El rango de temperatura oscila entre 24– 40 °C.
Rango de precipitación 800 – 1 200 mm. Las lluvias se presentan en los meses de mayo y septiembre.
Clima Cálido Seco, con lluvias en verano, de menor humedad (92.65%), semicálido subhúmedo con lluvias en verano, de humedad media (7.34%) y cálido subhúmedo con lluvias en verano, de humedad media (0.01%). Invierno poco definido.

### Uso del suelo y vegetación
Uso del suelo:
Agricultura (51.56%).
Zona urbana (4.61%). Las zonas urbanas están creciendo sobre suelos, rocas ígneas extrusivas del Cuaternario y rocas sedimentarias del Neógeno, en lomeríos y mesetas; sobre áreas donde originalmente había suelos denominados Phaeozem, Regosol y Vertisol; tienen clima cálido subhúmedo con lluvias en verano, de menor humedad, y están creciendo sobre terrenos previamente ocupados por agricultura y bosques.
Vegetación:
Selva (21.54%).
Bosque (17.74%)
Pastizal (4.45%)

### Uso potencial de la tierra
Agrícola:
Para la agricultura manual estacional (39.16%) 
Para la agricultura de tracción animal continua (28.41%) 
Para la agricultura mecanizada continua (25.7%) 
Para la agricultura mecanizada estacional (2.02%) 
No apta para la agricultura (4.71%) 
Pecuario
Para el aprovechamiento de la vegetación natural diferente del pastizal (30.51%) 
Para el desarrollo de praderas cultivadas (28.07%)
Para el aprovechamiento de la vegetación de pastizal (26.33%) 
Para el desarrollo de praderas cultivadas con tracción animal (10.22%) 
Para el desarrollo de praderas cultivadas con maquinaria agrícola (0.16%) 
No apta para uso pecuario (4.71%)
Flora y Fauna
Flora: Es constituida principalmente por selva baja caducifolia de clima cálido, jacaranda, tabachín, casahuate, ceiba y bugambilia.
Fauna: La constituyen venado cola blanca, jabalí de collar, mapache, tejón zorrillo, armadillo, liebre, conejo común, coyote, gato montés, comadreja, cacomixtle, tlacuache, murciélago, pájaro bandera, chachalaca, urraca copetona, zopilote, aura, cuervo, lechuza y aves canoras y de ornato.

## Perfil sociodemográfico

### Población
La población total del municipio en 2010 fue de 61,585 personas, lo cual representó el 3.5% de la población en el estado.
| Población 2005                                             | 56,410 Habitantes | Mujeres: 29,017 Hombres: 27,393 | INEGI. II Conteo de Población y Vivienda, 2005. |
| Población 2010                                             | 61,585 Habitantes | Mujeres: 31,433 Hombres: 30,152 | INEGI. Censo de Población y Vivienda, 2010.     |
| Total de hogares y viviendas particulares habitadas, 2010. | 14, 926           |                                 |                                                 |
| Tamaño promedio de los hogares (personas), 2010.           | 4.1               |                                 |                                                 |

| Ubicación en el estado de Morelos                                            | Suroeste             |
| Densidad de población:                                                       | 206.3 habitantes/km² |
| Total de hogares y viviendas particulares habitadas, 2010.                   | 14, 926              |
| Tamaño promedio de los hogares (personas), 2010.                             | 4.1                  |
| Hogares con jefatura femenina, 2010                                          | 3,681                |
| Grado promedio de escolaridad de la población de 15 o más años, 2010         | 7.8                  |
| Total de escuelas en educación básica y media superior, 2010                 | 96                   |
| Personal médico (personas), 2010                                             | 23                   |
| Unidades médicas, 2010                                                       | 10                   |
| Número promedio de carencias para la población en situación de pobreza, 2010 | 2.7                  |

### Grupos étnicos
Las principales lenguas Indígenas en orden de importancia son la náhuatl y la mixe mientras el total de hablantes es de 2,686 y representa un porcentaje del 5.77 con respecto al total de la población. 
De acuerdo a los resultados que presentó el II Conteo de Población y Vivienda en el 2005, en el municipio habitan un total de 2,166 personas que hablan alguna lengua indígena. 

#### Comida Típica
Desde los inicios de la comunidad han llevado una tradición de las galletas de maíz las cuales además de ser muy ricas son famosas en la comunidad ya que pocos son los que se dedican a hacerlas y venderlas ya siendo conocidas en muchos otros estados como "hechas en puente de ixtla" también otra comida típica es el mole, los tacos, gordas , quesadillas , tortas, cecina.

### Religión
Con respecto a la religión y en cuanto a los datos concentrados, se sabe que de los 46,529 habitantes, 40,371 son católicos mayores de 5 años. 
De los no católicos con más de 5 años tenemos a los protestante evangelista con 2,283 habitantes, judaica con 8 creyentes y otras con 3,867 habitantes. 

## Educación
En el estado de Morelos se cumple con el derecho de los niños, jóvenes y adultos, a tener educación. 
Educación preescolar- El municipio de Puente de Ixtla cuenta con 35 escuelas a nivel preescolar; durante el ciclo escolar 2014-2015 fueron 123 docentes quienes atendieron a 2,253 alumnos, con un promedio de 18 alumnos por maestro. 8.3
Educación primaria- En el municipio de Puente de Ixtla durante el ciclo 2014-2015 a nivel primaria se tiene una población total de 8,195 alumnos, quienes son atendidos por 374 docentes y están ubicados en 36 escuelas. 33 8.4 Educación secundaria
Educación secundaria- se ofrece en modalidades de Secundaria General, Secundaria Técnica Industrial, Secundaria Técnica Agropecuaria y Telesecundaria con un total de 3,812 alumnos que son atendidos por 225 docentes y se ubican en 18 municipios

## Salud
Unidades Sector Salud 
I.M.S.S.: 1 
I.S.S.S.T.E.: 1 
S.S.A.: 5 

## Deporte
Unidades Deportivas: 3 
Canchas Deportivas: 86 

## Turismo
Entre los atractivos turísticos más importantes se encuentran los siguientes:
- Puente de Mampostería  ( siglo XVI )

- Edificio Particular  (siglo XVIII )

- Reloj Iglesia "Purísima Concepción" (obsequio de Álvaro Obregón )

- Iglesia de San Mateo Ixtla (siglo XVIII )

- Iglesia de Xoxocotla (siglo XVIII )

- Hacienda de San José Vista Hermosa

## Fiestas y tradiciones

### Fiestas
- 21 de septiembre Puente de Ixtla (Prehispánica)

- 8 de diciembre Puente de Ixtla

- Domingo de Pascua Puente de Ixtla

- 1 de mayo y 8 de septiembre Xoxocotla

- 19 de marzo San José Vista Hermosa.

### Tradiciones
Peregrinación del señor de Ixtla. 
Chinelos.

### Danzas
Moros y Cristianos, Las Pastoras.

## Gobierno
El gobierno del municipio le corresponde al Ayuntamiento, que es electo mediante el voto popular, universal, directo y secreto para un periodo de tres años no renovables para el periodo inmediato, pero sí de forma no continua; el ayuntamiento está integrado por el presidente municipal, un síndico procurador y el cabildo formado por siete regidores, tres electos por mayoría y cinco por el principio de representación proporcional; todos entran a ejercer su cargo el día 1 de noviembre del año siguiente a su elección.

### Subdivisión administrativa
El municipio de Puente de Ixtla se divide para su régimen interior en dos delegaciones: Xoxocotla y San Mateo Ixtla, además de 23 ayundantías municipales.

### Representación legislativa
Para la elección de Diputados locales al Congreso de Morelos y de Diputados federales al Congreso de la Unión, Puente de Ixtla se encuentra integrado en los siguientes distritos electorales:
Local:
- IX Distrito Electoral Local de Morelos con cabecera en Puente de Ixtla.

Federal:
- IV Distrito electoral federal de Morelos con cabecera en Jojutla.[6]

### Presidentes municipales
- (1930 - 1931) Vicente Jiménez
- (1931 - 1932) José Espín (Interino)
- (1933 - 1934)Timoteo Montes de Oca Hdez.
- (1935 - 1936)Laureano Ortiz
- (1935 - 1935)Antonio Nava (Interino)
- (1937 - 1938)Gumersindo Moreno
- (1937 - 1938)Loreto González Pichardo (Interino)
- (1939 - 1940)Feliciano Olivares
- (1941 - 1941)Rafael Sánchez
- (1941 - 1941)Luis Estrada (Interino)
- (1941 - 1941)Primo Navarrete (Interino)
- (1942 - 1942)Rosendo Iturbe	Interino
- (1942 - 1942)Primo Navarrete
- (1942 - 1942)Luis Estrada (Interino)
- (1942 - 1942)[Rosendo Iturbe (Interino)
- (1943 - 1944)Gregorio Perea
- (1945 - 1946)Timoteo Montes de Oca Hernández
- (1947 - 1947)Manuel Becerril
- (1947 - 1948)Rosendo Iturbe (Interino)
- (1949 - 1950)Loreto González
- (1950 - 1950)Raúl Sámano (Interino)
- (1951 - 1952)Hipólito Orañegui
- (1953 - 1954)Elfego Coronel
- (1955 - 1957)Ángel Morales Orañegui
- (1958 - 1960)Ramón Espín Aburto
- (1961 - 1963)Antonio Nava Rojas
- (1964 - 1966)Raymundo Coronel Núñez
- (1967 - 1970)Esteban Mazarí Delgado
- (1970 - 1973) Fernando Coronel Orañegui
- (1973 - 1976): Nicolás Luna Flores
- (1976 - 1979): Onésimo Espín González
- (1979 - 1981): Antonio Moreno Osorio
- (1981 - 1982): Pedro Santos Leyva (Interino)
- (1982 - 1985): Fernando Coronel Orañegui
- (1985 - 1988): Arturo Mazari Arizmendi
- (1989 - 1991): Ignacio Pichardo Calderón
- (1991 - 1994): Jorge Morales Barud
- (1994 - 1994): Juan Carlos Morales R. (Interino)
- (1994 - 1997): Lauro Ocampo Amante
- (1997 - 2000): Juan Carlos Morales R.
- (2000 - 2003): Julio Espín Navarrete
- (2003 - 2006): Luciano Abarca Villalobos
- (2006 - 2009): Víctor Salinas Márquez
- (2009 - 2012): José Moisés Ponce Méndez
- (2012 - 2015): Julio Espín Navarrete
- (2015 - 2018): Dulce Medina Quintanilla
- (2018 - 2021): Mario Ocampo Ocampo
- (2021 - 2024): Claudia Mazarí Torres

### Administración Actual
El médico Mario Ocampo Ocampo, fue electo presidente municipal 2018-2021, Arrasando las urnas electorales, y poniendo fin al casicasgo de julio "Cacarizo" Espin y sus compinches, con 10 mil votos a su favor.
Actualmente La tesorera Claudia Mazari Torres, fue elegida Alcalde de Puente de Ixtla para el periodo 2021-2024

## Ciudades hermanadas
La ciudad de Puente de Ixtla está hermanada con las siguientes ciudades:
- Bayamo Provincia de Granma (2000)[7]
- Texas Mission (2011)[8]